# Ein Mord für Quandt
Ein Mord für Quandt ist eine von der Nostro Film produzierte Krimiserie, die auf einer Idee von Karl Heinz Willschrei beruht und 1997 und 1998 auf Sat.1 gezeigt wurde.

## Inhalt
Der junge Kommissar Martin Quandt ermittelt in Mordfällen für die Berliner Kriminalpolizei. Stets korrekt gekleidet und außerhalb seiner Dienststelle unterwegs, benutzt er als bevorzugtes Fortbewegungsmittel einen Motorroller der Marke Aprilia. Mit einem scharfen Verstand ausgestattet, gibt sich Quandt nach außen hin vertrottelt und tollpatschig und wiegt so seine Gegner, sprich die Täter in Sicherheit. Tankwart Paule versorgt ihn nicht nur mit Kraftstoff, sondern gelegentlich auch mit hilfreichen Tipps. Vom Privatleben Quandts erfährt der Zuschauer nichts.

## Sonstiges
Die Serie orientierte sich an der US-amerikanischen Erfolgsreihe Columbo mit Peter Falk, auch wenn das Berliner Pendant keinen zerknautschten Trenchcoat trug und statt eines verbeulten Oldtimers zweirädrig unterwegs war. Auch hinsichtlich der Täterfrage war Ein Mord für Quandt ein getreues Abbild Columbos, denn die Serie arbeitete nicht nach dem klassischen Prinzip des Whodunit, der Täter war von vornherein bekannt und der Zuschauer verfolgte die Aufklärungsarbeit. Und während Columbo ständig von seiner Frau sprach, die man nie zu Gesicht bekam, so erwähnte Quandt wiederholt seinen Vorgesetzten, der nicht in Erscheinung trat.
Ein Mord für Quandt startete mit einem 90-minütigen Pilotfilm (Pech und Schwefel) und wurde danach wöchentlich um 21.15 Uhr gesendet. Der Zuschauerzuspruch sank im Laufe der Ausstrahlungen, was auch daran gelegen haben mag, dass die Serie mittwochabends lief und deshalb häufig mit Sport-, insbesondere Fußballübertragungen konkurrieren musste. Wegen eines Fußballspiels wurde auch die letzte Folge der ersten Staffel (Ein braver Hund) erst 1998 zu Beginn der zweiten Staffel gezeigt, von der allerdings nur noch vier Folgen gesendet wurden. Unklarheiten gibt es hinsichtlich der Frage, ob und wie viele Episoden zwar abgedreht, aber nie gesendet wurden.

## Episodenliste

### Pilotfilm
| Erstausstrahlung | Titel             | Drehbuch              | Regie              | Gastschauspieler (Auswahl)                   |
| 12. Februar 1997 | Pech und Schwefel | Karl Heinz Willschrei | Michael Mackenroth | Andrea Sawatzki, Vadim Glowna, Arthur Brauss |

### Staffel 1
| Nr. (gesamt) | Nr. (Staffel) | Erstausstrahlung | Titel               | Drehbuch              | Regie              | Gastschauspieler (Auswahl)                                                 |
| 1            | 1             | 19. Februar 1997 | Blaues Blut         | Hartmann Schmige      | Michael Steinke    | Falk-Willy Wild, Peter Fitz, Gunda Ebert                                   |
| 2            | 2             | 26. Februar 1997 | Der Tod führt Regie | Hartmann Schmige      | Michael Mackenroth | Peter Sattmann, Cay Helmich, Ursula Heyer                                  |
| 3            | 3             | 5. März 1997     | Das falsche Kaliber | Karl Heinz Willschrei | Rolf Liccini       | Wolfram Koch, Ulrich Wiggers, Ruth Kähler, Günter Kurze                    |
| 4            | 4             | 19. März 1997    | Betrogene Betrüger  | Peter Hemmer          | Michael Steinke    | Friedrich-Karl Praetorius, Denise Virieux, Karl Kranzkowski, Jürgen Watzke |
| 5            | 5             | 26. März 1997    | Geld ist geil       | Hartmann Schmige      | Michael Steinke    | Martin Halm, Christina Plate, Justina del Corte, Dietrich Lehmann          |
| 6            | 6             | 2. April 1997    | Das Kind            | Werner Kließ          | Rolf Liccini       | Katja Studt, Florian Fitz, Karin Frey                                      |
| 7            | 7             | 9. April 1997    | Die Reise nach Wien | Karl Heinz Willschrei | Rolf Liccini       | Anne Kasprik, Gunter Berger, Christian Pätzold                             |
| 8            | 8             | 16. April 1997   | Leiche im Keller    | Hartmann Schmige      | Michael Steinke    | Roland Schäfer, Eleonore Weisgerber, Florian Martens                       |
| 9            | 9             | 23. April 1997   | Die Hellseherin     | Hartmann Schmige      | Rolf Liccini       | Hannelore Elsner, Max Volkert Martens, Klaus-Peter Grap                    |
| 10           | 10            | 30. April 1997   | Eiszeit             | Karl Heinz Willschrei | Michael Steinke    | Manfred Zapatka, Jürgen Zartmann, Teresa Harder                            |
| 11           | 11            | 7. Mai 1997      | Die Schlinge        | Karl Heinz Willschrei | Michael Mackenroth | Heidelinde Weis, René Steinke                                              |
| 12           | 12            | 14. Mai 1997     | Der Prinzgemahl     | Werner Kließ          | Michael Mackenroth | Günther Maria Halmer, Susanne Bentzien, Gudo Hoegel                        |
| 13           | 13            | 22. Juli 1998    | Ein braver Hund     | Karl Heinz Willschrei | Rolf Liccini       | Ernst Stötzner, Tamara Rohloff, Walfriede Schmitt                          |

### Staffel 2
| Nr. (gesamt) | Nr. (Staffel) | Erstausstrahlung | Titel              | Drehbuch              | Regie              | Gastschauspieler (Auswahl)                                                  |
| 14           | 1             | 29. Juli 1998    | Schachspieler      | Karl Heinz Willschrei | Michael Mackenroth | Hansa Czypionka, Rolf Becker, Dietrich Hollinderbäumer, Karl-Maria Steffens |
| 15           | 2             | 5. August 1998   | Die Fremde         | Karl Heinz Willschrei | Michael Mackenroth | Anna Thalbach, Conrad F. Geier, Maria Hartmann                              |
| 16           | 3             | 12. August 1998  | Jagdfieber         | Karl Heinz Willschrei | Michael Mackenroth | Michael Mendl, Heribert Czerniak, Walter Tschernich                         |
| 17           | 4             | 19. August 1998  | Der Herzspezialist | Karl Heinz Willschrei | Michael Mackenroth | Volker Lechtenbrink, Julia Richter, Wolfgang Unterzaucher                   |

## Kritiken
Ein Mord für Quandt wurde von der Kritik eher negativ bewertet. „Herziger Schnüffler, mäßige Spannung.“ Zu diesem Fazit kommt die Hörzu in ihrer Vorabrezension zur Pilotfolge. Zum Beginn der zweiten Staffel bemängelt die Hörzu, dass Titelheld Martin Armknecht in den vorangegangenen Folgen „nicht recht zu überzeugen“ vermochte, obwohl „die Fälle […] intelligent konstruiert“ sind.
Die Programmzeitschrift Gong ging schon mit der Pilotfolge hart ins Gericht: „Überlanger, pointenarmer und arg spannungsloser Serienstart. […] Quandt, ein netter Typ, aber ohne Aha-Effekt, (noch) ohne Profil, ohne jenen Funken, der die Lunte für 13 kommende Folgen entzündet.“ Auch drei Ausgaben später hält „Martin Armknecht, dieser Kommissar Klassenprimus, […] in der Praxis immer noch nicht, was Quandt in der Theorie (Columbo) verspricht.“ Dagegen heißt das Fazit zum Beginn der zweiten Staffel: „Spaß an Krimis mit intelligenter Story und nettem Kommissar“.